# Jeffrey Holland
Jeffrey Holland (ur. 17 lipca 1946 w Walsall w hrabstwie Staffordshire) – brytyjski aktor, najszerzej znany z występów w serialach komediowych BBC z lat 80. i 90., współtworzonych przez Davida Crofta. W Polsce jego najbardziej znaną rolą jest lokaj James Twelvetrees z serialu Pan wzywał, milordzie?. W Wielkiej Brytanii jest pamiętany przede wszystkim jako Spike Dixon z Hi-de-Hi!.
Holland jest aktorem niezawodowym, choć już jako młody człowiek rozpoczął występy w teatrach amatorskich. Utrzymywał się wówczas m.in. z handlu winami i pracy biurowej w firmie produkcyjnej. W latach 70. zaczął dostawać pierwsze drobne rólki telewizyjne, w takich serialach jak Crossroads, Armia tatuśka czy Dixon of Dock Green. Stopniowo przebijał się także do świata profesjonalnego teatru. Wielki przełom w jego karierze nastąpił w roku 1980, gdy pojawił się w jednej z głównych ról w serialu Hi-de-Hi!, który z miejsca zdobył duże uznanie widzów i przyniósł popularność swoim aktorom. W latach 80. współpracował również blisko z komikiem Russem Abbottem, występując u jego boku w jego różnych programach. W 1988 dołączył do obsady Pan wzywał, milordzie?, gdzie wystąpił we wszystkich czterech seriach, z których ostatnia miała swą premierę w 1993 roku. Jego ostatnią, jak dotąd, istotną rolą telewizyjną była postać Cecila Parkina w emitowanym również w Polsce serialu Stacyjka Hatley (1996–1997). Od czasu zakończenia tej produkcji Holland występuje niemal wyłącznie w teatrze i na estradzie, gdzie m.in. gra dwuosobowe show ze swoją żoną, aktorką Judy Buxton.